# Das große Leben live
Das große Leben live ist das dritte Livealbum des deutschen Popduos Rosenstolz, es wurde am 9. September 2006 veröffentlicht. Es unterscheidet sich mit den Aufnahmen von Live-Konzerten erheblich vom Album Das große Leben, das nur aus Studioaufnahmen besteht.

## Hintergrund
Das große Leben live beinhaltet das komplette Konzert, welches am 6. Mai 2006 im Rahmen der gleichnamigen Tour in der Leipziger Arena aufgezeichnet wurde. Die Tour wurde von mehr als 250.000 Menschen besucht. Das Konzert wurde als CD und als DVD am 9. September 2006 veröffentlicht. Dies war zu Beginn der Tour laut Plate so nicht vorgesehen: Eigentlich war es gar nicht geplant gewesen, die Tour 2006 mit einer DVD abzuschließen. Doch schon nach den ersten Auftritten war klar, dass diese Atmosphäre festgehalten werden muss. Schließlich haben wir diesmal in noch größeren Hallen gespielt und dabei die eher ruhigeren Songs des letzten Albums „Das große Leben“ vorgestellt.
Neben den Songs aus dem Studioalbum Das große Leben beinhaltete das Konzert Lieder aus der 15-jährigen Bandgeschichte wie die auf dem Debüt-Album enthaltenen Lieder Klaus-Trophobie oder Schlampenfieber. Zudem ist eine Coverversion des Songs Wo bist du? von der Band Silly enthalten.
Mit Veröffentlichung von Live-CD und DVD gelang dem Album Das große Leben am 18. September, sechs Monate nach Veröffentlichung, erneut der Sprung an die Spitze der Album-Charts.

## Titelliste
| CD 1 1. Willkommen – 5:26 2. Es könnt ein Anfang sein – 5:40 3. Perlentaucher – 4:41 4. Ich geh in Flammen auf – 4:19 5. Auch im Regen – 4:35 6. Die Zigarette danach – 5:23 7. Nur einmal noch – 4:57 8. Klaus (Trophobie) – 4:18 9. Wo bist du – 3:51 10. Aus Liebe wollt ich alles wissen – 4:08 11. Fütter deine Angst – 4:25 12. Ich hab genauso Angst wie du – 3:49 | CD 2 1. Liebe ist alles – 5:09 2. Ein Wunder für mich – 4:39 3. Ich bin verändert – 4:33 4. Schlampenfieber – 4:09 5. Königin – 4:31 6. Lachen – 6:51 7. Nichts von alledem (tut mir leid) – 5:03 8. Ich bin ich (Wir sind wir) – 6:03 9. Lass sie reden – 4:14 10. Die Schlampen sind müde – 5:30 11. Anders als geplant – 6:06 12. Der Moment – 4:45 13. Etwas zerstört – 4:53 |

DVD 1 Das Konzert
1. Willkommen
2. Es könnt ein Anfang sein
3. Perlentaucher
4. Ich geh in Flammen auf
5. Auch im Regen
6. Die Zigarette danach
7. Nur einmal noch
8. Klaus (Trophobie)
9. Wo bist du
10. Aus Liebe wollt ich alles wissen
11. Fütter deine Angst
12. Ich hab genauso Angst wie du
13. Liebe ist alles
14. Ein Wunder für mich
15. Ich bin verändert
16. Schlampenfieber
17. Königin
18. Lachen
19. Nichts von alledem (tut mir leid)
20. Ich bin ich (Wir sind wir)
21. Lass sie reden
22. Die Schlampen sind müde
23. Anders als geplant
24. Der Moment
25. Etwas zerstört

## Chartplatzierungen
Das große Leben live erreichte in Österreich Position 19 der Albumcharts und konnte sich insgesamt 13 Wochen in den Charts halten. In Deutschland ist ein Charterfolg nicht möglich, da der Inhalt des Livealbums zu stark dem des Studioalbums Das große Leben ähnelt, aus diesem Grund werden die Verkäufe des Livealbums zum Studioalbum hinzuaddiert.
| ChartsChartplatzierungen | Höchstplatzierung | Wochen |
| ------------------------ | ----------------- | ------ |
| Österreich (Ö3)          | 19 (13 Wo.)       | 13     |

## Das große Leben Tour
Diese Liste beinhaltet alle Konzerte in chronologischer Reihenfolge, die bei der Tour Das große Leben live 2006 gespielt wurden:
Setlist
1. Willkommen
2. Es könnt ein Anfang sein
3. Perlentaucher
4. Ich geh in Flammen auf
5. Auch im Regen
6. Die Zigarette danach
7. Nur einmal noch
8. Klaus-Trophobie
9. Wo bist Du (Original: Silly)
10. Aus Liebe wollt ich alles wissen
11. Fütter Deine Angst
12. Ich hab genauso Angst wie Du
13. Lass es Liebe sein
14. Ein Wunder für mich
15. Ich bin verändert
16. Schlampenfiebern
17. Königin
18. Nichts von alledem (tut mir leid)
19. Ich bin ich (wir sind wir)

Zugabe:
1. Laß sie reden
2. Die Schlampen sind müde

Zugabe 2:
1. Anders als geplant
2. Der Moment
3. Etwas zerstört

### Tourdaten
| Datum              | Stadt             | Veranstaltungsort             | Land        |
| ------------------ | ----------------- | ----------------------------- | ----------- |
| 12. April 2006     | Berlin-Tempelhof  | Columbiahalle                 | Deutschland |
| 15. April 2006     | Frankfurt         | Messehalle Frankfurt          | Deutschland |
| 16. April 2006     | Rostock           | Stadthalle Rostock            | Deutschland |
| 17. April 2006     | Magdeburg         | Bördelandhalle                | Deutschland |
| 20. April 2006     | Cottbus           | Messehalle Cottbus            | Deutschland |
| 21. April 2006     | Chemnitz          | Stadthalle Chemnitz           | Deutschland |
| 22. April 2006     | Erfurt            | Messehalle Erfurt             | Deutschland |
| 25. April 2006     | Bielefeld         | Stadthalle Bielefeld          | Deutschland |
| 26. April 2006     | Braunschweig      | Stadthalle Braunschweig       | Deutschland |
| 29. April 2006     | Zwickau           | Stadthalle Zwickau            | Deutschland |
| 30. April 2006     | Kassel            | Stadthalle Kassel             | Deutschland |
| 1. Mai 2006        | Frankfurt am Main | Jahrhunderthalle              | Deutschland |
| 4. Mai 2006        | Würzburg          | Kongresszentrum               | Deutschland |
| 5. Mai 2006        | Nürnberg          | Arena Nürnberger Versicherung | Deutschland |
| 6. Mai 2006        | Leipzig           | Arena Leipzig                 | Deutschland |
| 14. Mai 2006       | Mannheim          | Mannheimer Rosengarten        | Deutschland |
| 15. Mai 2006       | Ulm               | Donauhalle                    | Deutschland |
| 16. Mai 2006       | Zürich            | Maag Music Hall               | Schweiz     |
| 19. Mai 2006       | Freiburg          | Stadthalle Freiburg           | Deutschland |
| 20. Mai 2006       | Stuttgart         | Hanns-Martin-Schleyer-Halle   | Deutschland |
| 23. Mai 2006       | Wien              | Gasometer                     | Österreich  |
| 25. Mai 2006       | Regensburg        | Donau-Arena                   | Deutschland |
| 26. Mai 2006       | München           | Olympiahalle München          | Deutschland |
| 29. Mai 2006       | Münster           | Halle Münsterland             | Deutschland |
| 30. Mai 2006       | Düsseldorf        | Philipshalle                  | Deutschland |
| 31. Mai 2006       | Essen             | Grugahalle                    | Deutschland |
| 4. Juni 2006       | Kiel              | Ostseehalle                   | Deutschland |
| 5. Juni 2006       | Hamburg           | Color Line Arena              | Deutschland |
| 22. August 2006    | Schwerin          | Freilichtbühne                | Deutschland |
| 24. August 2006    | Bremen            | Open-Air am Pier 2            | Deutschland |
| 25. August 2006    | Hannover          | Gilde Parkbühne               | Deutschland |
| 26. August 2006    | Dresden           | Filmnächte am Elbufer         | Deutschland |
| 1. September 2006  | Trier             | Amphitheater                  | Deutschland |
| 2. September 2006  | Köln              | Tanzbrunnen                   | Deutschland |
| 5. September 2006  | Dresden           | Freilichtbühne Großer Garten  | Deutschland |
| 8. September 2006  | Berlin            | Kindl-Bühne Wuhlheide         | Deutschland |
| 9. September 2006  | Berlin            | Kindl-Bühne Wuhlheide         | Deutschland |
| 10. September 2006 | Berlin            | Kindl-Bühne Wuhlheide         | Deutschland |

## Das große Leben geht weiter Tour
Diese Liste beinhaltet alle Konzerte in chronologischer Reihenfolge, die bei der Tour Das große Leben live geht weiter 2007 gespielt wurden:
Setlist
1. Ich geh in Flammen auf
2. Nichts von alledem (tut mir leid)
3. Kassengift
4. Es tut immer noch weh
5. Blaue Flecken
6. Ich komm an dir nicht weiter
7. Ein Wunder für mich
8. Willkommen
9. Die Liebe ist tot
10. Aus Liebe wollt ich alles wissen
11. Sternraketen
12. Wenn Du jetzt aufgibst
13. Liebe ist alles
14. Die Zigarette danach
15. Königin
16. Soubrette werd' ich nie
17. Bist Du dabei
18. Der Moment
19. Ich bin ich (wir sind wir)

Zugabe:
1. Nur einmal noch
2. Schlampenfieber
3. Auch im Regen

Zugabe 2:
1. Die Schlampen sind müde
2. Lachen

### Tourdaten
| Datum         | Stadt        | Veranstaltungsort      | Land        |
| ------------- | ------------ | ---------------------- | ----------- |
| 30. Mai 2007  | Goslar       | Kaiserpfalz Goslar     | Deutschland |
| 1. Juni 2007  | Hamburg      | Stadtpark Hamburg      | Deutschland |
| 2. Juni 2007  | Magdeburg    | Rothehornpark          | Deutschland |
| 3. Juni 2007  | Schwerin     | Freilichtbühne         | Deutschland |
| 8. Juni 2007  | Dresden      | Platz an der Messe     | Deutschland |
| 9. Juni 2007  | Heidelberg   | Festwiese              | Deutschland |
| 10. Juni 2007 | München      | Coubertinplatz         | Deutschland |
| 14. Juni 2007 | Wien         | Wiener Prater          | Österreich  |
| 16. Juni 2007 | Bad Köstritz | Köstritzer Schlosspark | Deutschland |
| 17. Juni 2007 | Leipzig      | Völkerschlachtdenkmal  | Deutschland |
| 18. Juni 2007 | Berlin       | Columbiahalle          | Deutschland |
| 21. Juni 2007 | Erfurt       | Platz an der Messe     | Deutschland |
| 22. Juni 2007 | Berlin       | Kindl-Bühne Wuhlheide  | Deutschland |
| 21. Juni 2007 | Bamberg      | Plärrerplatz           | Deutschland |
| 26. Juni 2007 | Köln         | Tanzbrunnen            | Deutschland |